# Agha Jari
Agha Jari (persană آغا جاری) este un oraș din provincia Khuzestan, Iran.